# Lapuansko gibanje
Lapuansko gibanje (finsko lapuanliike, švedsko Lapporörelsen) je bilo radikalno protikomunistično in skrajno desničarsko politično gibanje, ki je bilo dejavno na Finskem v letih 1929 do 1932. Gibanje je vodil kmet in aktivist Vihtori Kosola, njegova utrdba z največjo podporo pa je bila Južna Ostrobotnija (Pohjanmaa).
Nastanku gibanja je botrovalo razočaranje belih zmagovalcev državljanske vojne nad nastalo zmerno parlamentarno demokracijo ter strah pred krepitvijo politične levice in komunistov. Njegov začetek sega v november 1929, ko je skupina pod vodstvom Kosole v njegovem domačem mestu Lapui nasilno razgnala zborovanje komunističnega podmladka.
Za dosego svojih ciljev je lapuansko gibanje pritiskalo na politične odločevalce z nasiljem, ustrahovanjem in političnim terorjem. Organiziralo je zborovanja, delegacije državljanov, peticije in množične demonstracije, najzloglasnejši način njihovega delovanja pa so bile nasilne ugrabitve komunistov in drugih levičarjev ter tudi buržoaznih politikov, ki so bili po njihovem preveč zmerni. Napade, uničevanja in politične umore so izvajali v imenu »lapuanskega zakona«.
Številne zahteve lapuanskega gibanja so bile izpolnjene. Poleti 1930 so na Finskem ukinili komunistične časopise, prisilili komunistične poslance k odstopu in ustoličili vlado, ki je bila pogodu gibanju. Jeseni istega leta je novoizvoljeni parlament pod pritiskom gibanja sprejel paket zakonov, ki so komunistično gibanje popolnoma onemogočili. Podpora lapuanskemu gibanju je uplahnila, ko so bili njegovi glavni cilji doseženi, vendar pa so osrednji pripadniki nadaljevali z delovanjem in se radikalizirali. Njihov cilj je na koncu postal prepoved vseh levičarskih dejavnosti in vzpostavitev desničarske diktature, temelječe na sili. Zadnja demonstracija moči lapuanskega gibanja je bil poskus oboroženega državnega udara, znan kot mäntsäläjski upor, pozimi 1932.
Zaradi vse bolj odkritega nasilja in terorja se je javno mnenje obrnilo proti lapuanskemu gibanju. Maja 1932 je država lapuansko gibanje prepovedala na osnovi istega zakona proti političnemu ekstremizmu, katerega sprejetje so sami vsilili za zatiranje komunizma. Njihov ideološki potomec je bila politična stranka Domoljubno ljudsko gibanje (IKL), ki pa nikoli ni dosegla moči predhodnika.
S koncem lapuanskega gibanja sta bila tako levičarski kot desničarski radikalizem izrinjena iz finske politike, okrepil pa se je dotlej šibak parlamentarizem in postavili temelji za kasnejšo politiko konsenza. Poznejše interpretacije narave gibanja so različne. Čeprav so njegovi vodje zanikali, da bi bili fašisti, njegovo ideološko ozadje, cilji in način delovanja ustrezajo skoraj vsem običajnim opredelitvam fašizma. Danes lapuansko gibanje prištevajo med evropska fašistična in skrajna desničarska gibanja iz 30. let dvajsetega stoletja.